# Pararge lyssa
Pararge lyssa är en fjärilsart som beskrevs av Jacob Hübner 1829. Pararge lyssa ingår i släktet Pararge och familjen praktfjärilar. Inga underarter finns listade i Catalogue of Life.